# Parapiesma variabile
Parapiesma variabile – gatunek pluskwiaka z podrzędu różnoskrzydłych i rodziny płaszczyńcowatych. Zamieszkuje krainę palearktyczną od Półwyspu Iberyjskiego po Syberię i Azję Środkową.

## Taksonomia
Gatunek ten opisany został po raz pierwszy w 1844 roku przez Franza Xavera Fiebera jako Zosmenus variabile.

## Morfologia
Pluskwiak o ciele długości od 2,25 do 2,9 mm. Ubarwienie miewa od jasnoszarego przez szarozielone po szarobrązowe i może być ono jednorodne lub brązowo plamkowane, przy czym przedplecze jest zawsze jednobarwne co odróżnia go od P. salsolae. Głowa ma prawie równoległe wyrostki policzkowe o zaokrąglonych wierzchołkach. Czułki mają trzeci człon krótszy niż połowa szerokości ciała, od 1,15 do 1,3 raza dłuższy niż czwarty. Ubarwienie czwartego członu jest przynajmniej u wierzchołka ciemne, pozostałych zaś członów w całości jasne. Przedplecze jest silnie uwypuklone, w części przednio-środkowej zaopatrzone w trzy podłużne żeberka, z których środkowe jest krótkie i słabo zaznaczone. W częściach bocznych przedplecza występują blaszki, które na przedzie są szersze i zaopatrzone w jeden lub dwa szeregi oczek, z tyłu zaś węższe, zawsze z jednym szeregiem oczek. Krawędzie boczne przedplecza mają przebieg sinusoidalny, lekko pośrodku wcięty. Zapiersie jest prostokątne, znacznie dłuższe niż szersze.

## Ekologia i występowanie
Owad ten zasiedla stanowiska suche i nasłonecznione, rzadziej wilgotniejsze, jednak zawsze o piaszczystym podłożu. Jest fitofagiem ssącym soki takich roślin jak bebłek błotny, karmnik rozesłany, komosy, połonicznik nagi i solanka kolczysta.
Gatunek palearktyczny o rozsiedleniu eurosyberyjskim. W Europie znany jest z Portugalii, Hiszpanii, Francji, Niemiec, Szwajcarii, Austrii, Włoch, Danii, Szwecji, Polski, Białorusi, Ukrainy, Czech, Węgier, Chorwacji, Bośni i Hercegowiny, Serbii, Czarnogóry, Mołdawii, Bułgarii, Macedonii Północnej, Grecji i europejskiej części Rosji. W Azji wykazany został z Syberii i Kazachstanu. Niepewne dane pochodzą z Algierii w Afryce Północnej. W Polsce spotykany był jedynie na południu kraju, a jego jedyne współczesne stwierdzenie pochodzi z Górnego Śląska. Z kolei na „Czerwonej liście gatunków zagrożonych Republiki Czeskiej” umieszczony jest jako gatunek krytycznie zagrożony wymarciem (CR).